# PG時代
PG時代(PG Era)、別名ユニバーサル時代はアメリカのプロレス団体であるWWEにおける一時代であり、2008年7月22日に始まった。この日以降、WWEが放送する番組はTVペアレンタルガイドライン（TV Parental Guidelines）において、以前よりも子供の視聴に適するが番組内容の制限は厳しいTV-PGというレーティングの下で放送されることとなった。
WWEはより若い視聴者層(特に小さな子供やその親)獲得のためにPG時代を始めた。番組内のプロモ(マイクパフォーマンスなど)の台本化を強化し不適切な表現をレスラーが使用する可能性を減らし、加えて過度な暴力、下品な言葉、性的な表現を抑えるなど、番組内容は以降大きく変化した。特にPG時代の初期はスーパーヒーローのような人気ベビーフェイスと、単純な悪役の対立構造がよく見られた。WWEはPG時代は2013年または2014年に終了し、以降はリアリティ時代とも言われるより現実味を持たせた内容に番組内容は変化する。しかし、プロレスメディアなどではPG時代が2020年前後まで続いていたという見方もある。。
PG時代は、過激な表現の抑制やファミリー向けのある意味平面的なキャラクター構成によって、特に北米のコアなプロレスファンからは批判の声も大きく上がった。一方で、当時WWEのトップスターであったジョン・シナを中心にWWEのコンテンツをアフリカやアジアといった新たな市場に広げるきっかけとなり、ビジネス面では成功だったとも評価されている。